# Zádor Anna
Zádor Anna (Budapest, 1904. szeptember 24. – Budapest, 1995. március 3.) Kossuth-díjas magyar művészettörténész, egyetemi tanár, a művészettörténet-tudományok doktora.

## Életpályája
Zsidó származása és a numerus clausus ellenére protekcióval sikerült bejutnia az egyetemre. 1922 és 1926 között tanult a Pázmány Péter Tudományegyetem (ma ELTE) művészettörténeti szakán Hekler Antal professzornál. A diploma után az egyetemen maradt és tíz éven át díjazás nélkül Hekler Antal mellett dolgozott. 1926-ban megtalálta és feldolgozta Leopoldo Pollack hagyatékát (a második világháborúban megsemmisült), ami elvezette Pollack Mihályhoz és a magyar klasszicizmus témaköréhez. 1933-ban Rados Jenővel együtt megnyerte az MTA pályázatát. Közös munkájuk 1943-ban jelent meg A klasszicizmus építészete Magyarországon címmel; a történeti részt Zádor Anna írta, a tipológiát Rados Jenő. 1936-ban a Franklin Társulatnál kezdett dolgozni, a háború után annak megbízott vezetője lett.
Azok között a budapesti zsidók között volt, akiket 1944 novemberében gyalogmenetben indítottak a nyugati országhatáron végzendő kényszermunkára. Egy katonatiszt, korábbi tanítványa mentette meg: utánament és Hegyeshalomból visszavitte Budapestre. Utána pincében bujkált, szülei pedig a budapesti gettóban élték túl a főváros ostromát. Egyik öccse munkaszolgálatosként, valamint férje, Schütz-Harkányi Endre mérnök – alig egy évvel házasságkötésük után – a holokauszt áldozata lett. Másik öccse még a világháború előtt külföldre távozott, ott folytatta tanulmányait és később Izraelben író lett.
1950-ben rövid időt a Műemlékek Országos Központjánál töltött, 1951-ben Fülep Lajos meghívta az ELTE Művészettörténeti Tanszékére. Itt tanított haláláig. Doktori kinevezését 1961-ben kapta meg. Szerkesztőként részt vett A Magyarországi művészet története II. kötetének munkálataiban, a négykötetes Művészeti lexikon (Akadémiai Kiadó, 1965-1968) főszerkesztője volt Genthon Istvánnal együtt. 1974-ben ment nyugdíjba, de ezután is tanított, és folytatta kutatói tevékenységét. 1976-ban írta meg az európai klasszicizmus és romantika történetét, 1984-ben szerkesztette az Építészeti szakszótárt.
Kutatási területe a klasszicizmus és a romantika, különösen kedvelte a magyarországi angolkertek, a kismartoni és eszterházai színházak történetét. Kapcsolatban állt külföldi kortárs művészettörténészekkel is (Ernst Gombrich, O. Kurz stb.). Ernst Gombrich Reneszánsz tanulmányok című kötete Zádor Anna válogatásában jelent meg (Budapest, 1985). Képzőművészeti kötetekhez írt bevezető tanulmányokat vagy utószót. Számos tudományos közleménye és tanulmánya jelent meg szaklapokban (Holmi, Új Művészet) még az 1990-es években is.
Hagyatékának gondozására végakaratának megfelelően 1995-ben létrejött a Zádor Anna Alapítvány, és névadója emlékére díjat alapított. A Zádor Anna-díjat minden évben 40 évnél nem idősebb, a pályán ígéretes munkát végző építészettörténészek kaphatják meg.

## Kötetei (válogatás)

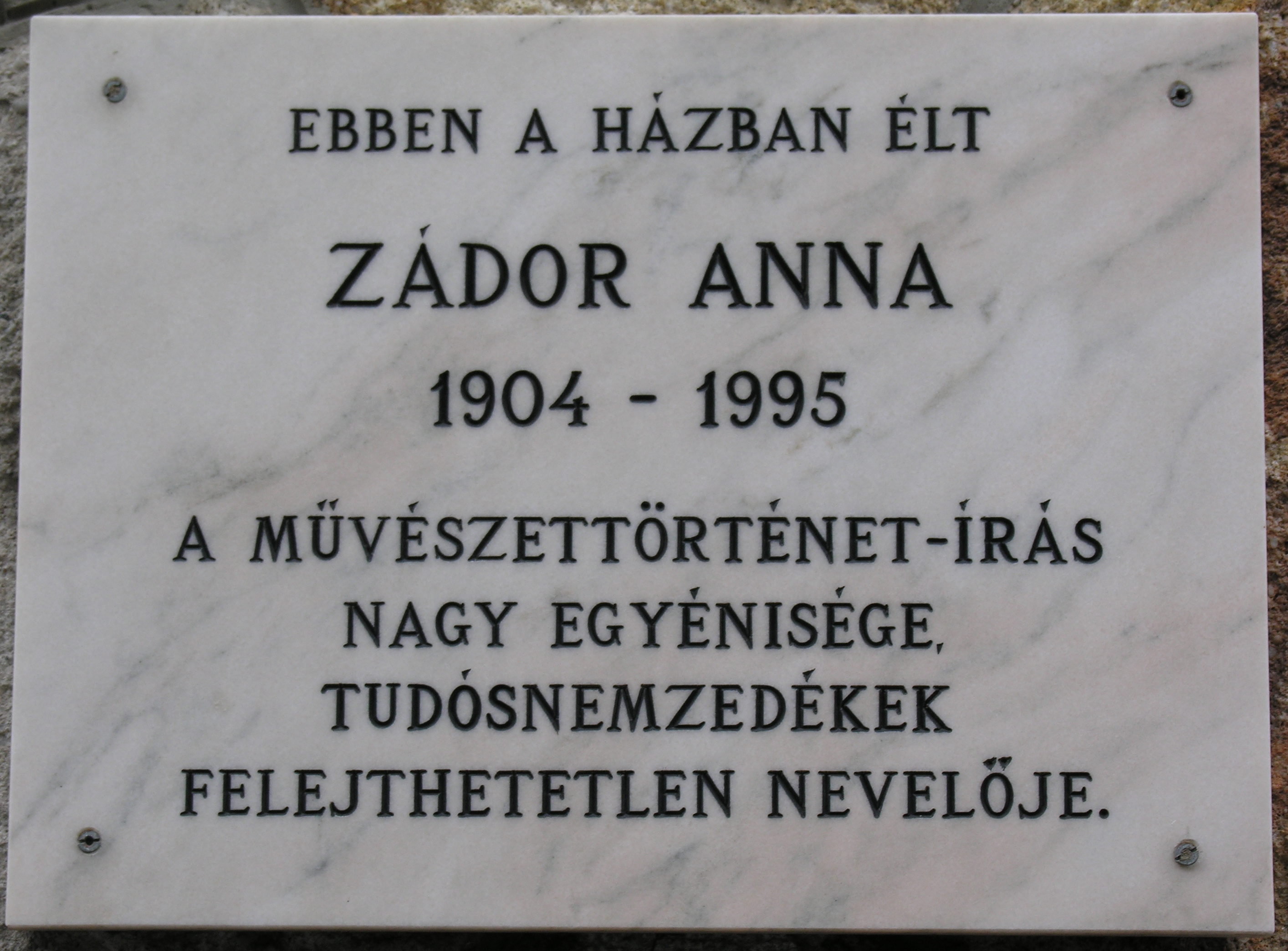
Zádor Anna emléktáblája egykori lakhelyén
Budapest, II. kerület, Rózsahegy utca 1/b

- A klasszicizmus építészete Magyarországon (Rados Jenővel, Budapest, 1943)
- Goya y Lucientes: 1746-1828 (Budapest, 1953)
- Magyar művészet : 1800-1945 (Budapest, 1958; több kiadásban)
- Pollack Mihály. 1773-1855. (Akadémiai Kiadó, Budapest, 1960)
- A magyar reformkor művészete (1961)
- Az esztergomi főszékesegyház (Budapest, 1970; 3. kiadás 1977)
- The English Garden in Hungary (Budapest, 1974)
- Klasszicizmus és romantika (Budapest, 1976)
- A Magyar Nemzeti Múzeum épülete (Budapest, 1980; sorozat: Tájak korok múzeumok kiskönyvtára)
- Az építészet és múltja : válogatott tanulmányok (Bibó István utószavával, Budapest, 1988)
- Budapest, a Magyar Nemzeti Múzeum épülete; 2. átd., jav. kiad.; TKM Egyesület, Bp., 1996 (Tájak, korok, múzeumok kiskönyvtára) (angolul és németül is)

## Díjak, elismerések
- Kossuth-díj (1992)
- Pro Urbe-díj (1993)